# Yekwon Sunwoo
Yekwon Sunwoo (en hangul, 선우예권, nacido el 10 de febrero de 1989 en Anyang) es un pianista clásico surcoreano. En 2017, a los 28 años, Sunwoo fue el primer coreano en ganar la medalla de oro en el Concurso Internacional de Piano Van Cliburn. También ha ganado el Concurso Internacional de Música de Sendai en 2013.

## Formación
Sunwoo nació en Anyang, Corea del Sur en 1989. Comenzó a estudiar piano a la edad de 8 años, atraído por el instrumento al escuchar tocar a sus dos hermanas mayores. En 2004, a la edad de 15 años, ya había ofrecido un recital y debutado con orquesta en Seúl. Sunwoo asistió a la Escuela Secundaria de Artes de Seúl en Corea del Sur. En Corea, Sunwoo estudió con Min-ja Shin y Sun-wha Kim.
A la edad de 15 años, Sunwoo se trasladó a los Estados Unidos para asistir al famoso Instituto Curtis de Música donde recibió el premio Rachmaninoff y estudió con Seymour Lipkin. Después de graduarse con su licenciatura, Sunwoo  siguió estudiando con Robert McDonald en la Juilliard School, donde obtuvo su maestría y donde ganó el Concurso de Becas Munz y el Premio Arthur Rubinstein. Luego obtuvo su diploma de perfeccionamiento en la Escuela de Música de Mannes estudiando con Richard Goode. Posteriormente Sunwoo estudió con Bernd Goetzke en la Hochschule für Musik, Theatre und Medien Hannover en Alemania.

## Carrera
Después de ganar el Concurso Internacional de Piano de Florida de 2008, Sunwoo debutó en el Carnegie Hall de Nueva York en 2009. Después ganó varios otros concursos, incluido el Concurso Internacional de Piano William Kapell, el Premio Vendome del Festival de Verbier y el Premio Internacional de Piano Alemán.
El 10 de junio de 2017, Sunwoo ganó la medalla de oro del Decimoquinto Concurso Internacional de Piano Van Cliburn en Fort Worth, Texas, convirtiéndose en el primer coreano en hacerlo. El concurso cuatrienal, que lleva el nombre del pianista Van Cliburn, incluyó cuatro rondas de actuaciones que consistieron en dos recitales solistas de 45 minutos y un recital solista de 60 minutos sin repertorio preestablecido, además de un quinteto de piano interpretado con el Brentano String Quartet y dos conciertos para piano tocados con la Orquesta Sinfónica de Fort Worth, uno bajo la dirección de Nicholas McGegan y otro bajo la dirección de Leonard Slatkin. Al ganar la medalla de oro, Sunwoo recibió la Copa Van Cliburn, 50.000 dólares, tres años de gestión de carrera, una grabación en vivo y una asociación de grabación con el Universal Music Group, promoción en prensa, videos, un sitio web y vestimenta de actuación de Neiman Marcus.
Dos semanas después de la conclusión de la competencia Cliburn 2017, el sello Decca Gold lanzó Cliburn Gold 2017, que incluye las interpretaciones en vivo de Sunwoo durante el concurso.
Sunwoo ha actuado con muchas orquestas importantes, incluidas la Orquesta Sinfónica de Baltimore con Marin Alsop, la Orquesta Nacional de Bélgica, la Orquesta Nacional Real de Escocia, la Orquesta Sinfónica de Houston con James Feddeck y la Orquesta de la Juilliard con Itzhak Perlman. Ha ofrecido recitales en prestigiosos auditorios de todo el mundo, entre ellos la Filarmónica de Berlín, la Filarmónica del Elba de Hamburgo, el Hamarikyu Asahi Hall de Tokio, el Wigmore Hall de Londres y el Kumho Art Hall de Seúl.
Desde diciembre de 2017, Sunwoo está gestionado en todo el mundo por Keynote Artist Management y en Corea por la promotora MOC Production.

### Música de cámara
Sunwoo es un músico de cámara activo y ha actuado con conjuntos como el Cuarteto Jerusalem (durante la ronda final del Concurso de Piano Premio Vendome 2014 celebrado en Verbier) y el Brentano String Quartet, además de la violinista Ida Kafavian, los violonchelistas Edgar Moreau, Gary Hoffman y Peter Wiley y la pianista Anne-Marie McDermott. Ha lanzado dos álbumes con el violinista Benjamin Beilman, Spectrum y Prokofiev Violin Sonatas. En 2007 realizó una gira por Centroamérica incluyendo Costa Rica, Guatemala y Panamá con la Fundación Cultural Kumho Asiana. Ha sido presentado por la Sociedad de Música de Cámara del Lincoln Center e invitado a diversos festivales de música.

## Discografía
| Álbum                                                 | Etiqueta           | Liberar                |
| ----------------------------------------------------- | ------------------ | ---------------------- |
| Cliburn Oro 2017                                      | Decca Oro          | 18 de agosto de 2017   |
| Cruzando Esferas                                      | Genuin             | 16 de junio de 2017    |
| Espectro con Benjamin Beilman                         | Clásicos de Warner | 11 de marzo de 2016    |
| Yekwon Sunwoo                                         | Fontec             | 3 de diciembre de 2014 |
| Sonatas para violín de Prokófiev con Benjamin Beilman | Analecta           | 3 de mayo de 2011      |